# Districtul Bonyhád
Bonyhád (în maghiară Bonyhádi járás) este un district în județul Tolna, Ungaria.
Districtul are o suprafață de 476,77 km2 și o populație de 31.582 locuitori (2013).